# Matthias von Held

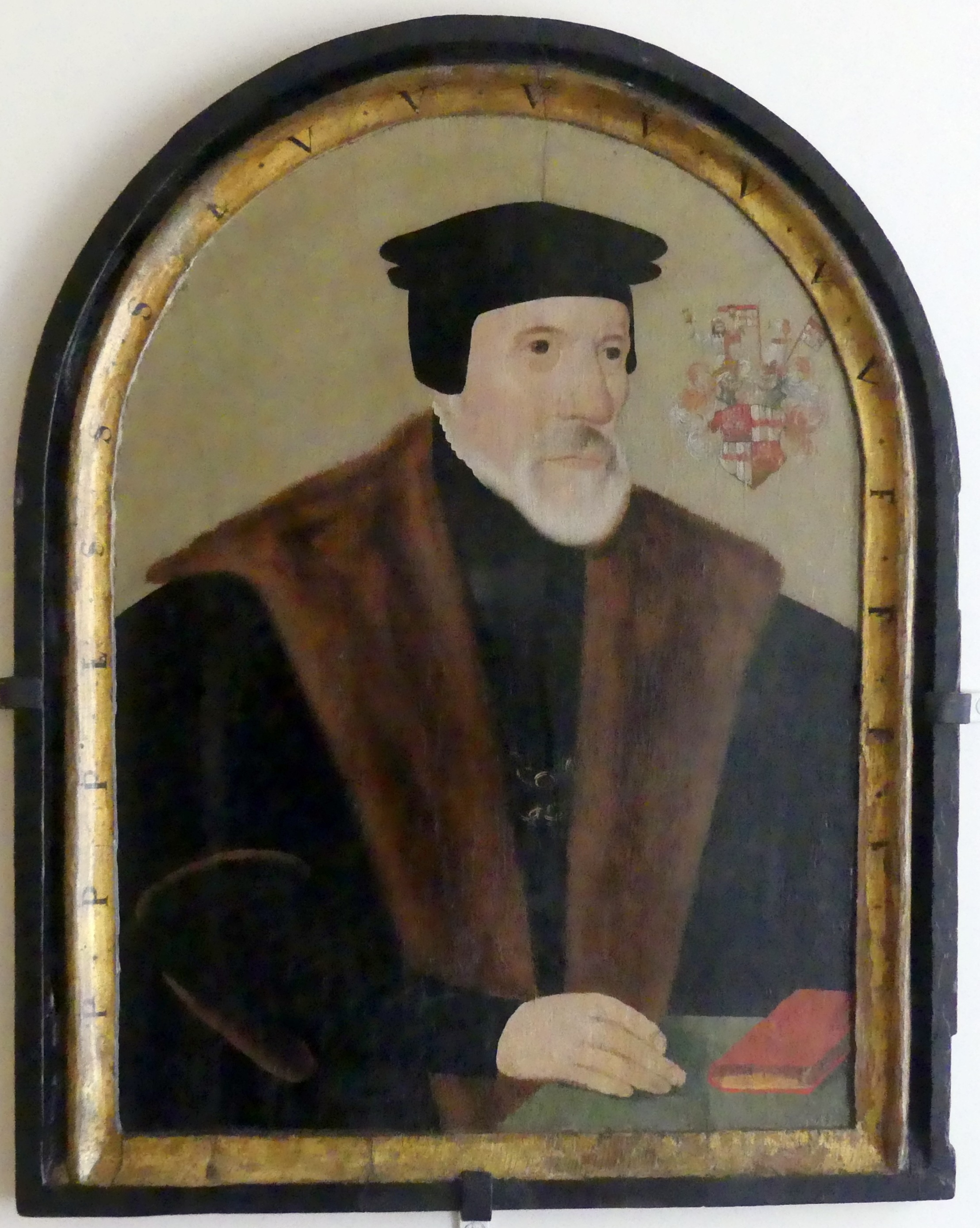
Matthias Held von Arle (1563)

Matthias Held von Arle (* 30. Dezember 1496 in Arlon; † 31. Juli 1564 in Köln) war Jurist und Reichsvizekanzler des Heiligen Römischen Reiches zur Zeit Karls V. Er plädierte für eine kompromisslose Politik gegenüber dem Protestantismus.

## Leben
Über seine Herkunft und Ausbildung ist wenig bekannt. Sein Vater war Niklas Held, Schöffe in Arlon.  Diesem wurde zusammen mit seinem Sohn am 14. Dezember 1532 der von Kaiser Maximilian verliehene Adelstitel bestätigt sowie eine Wappenbesserung durch Wappenvereinigung mit dem des erloschenen Geschlechts der Beger genehmigt. In der Literatur ist dagegen erst für 1536 die Erhebung in den Reichsadelsstand angegeben.
Laut Thesaurus Personarum war Held zunächst Sekretär der Margaretha von Österreich, Statthalterin der Spanischen Niederlande. Um 1521 studierte er Rechtswissenschaften in Paris, wo er auch seinen Magister erlangte. Ab 1525 war er in Ingolstadt, seit 1526 auf Präsentation des Kurfürstentums Brandenburg hatte er das Amt des Assessors am Reichskammergericht inne. In dieser Zeit erwies er sich als kompromissloser Verteidiger des Katholizismus und juristischer Bekämpfer der reformatorischen Bewegung. Er war einer der Urheber der Religionsprozesse gegen die Protestanten, die nach dem Nürnberger Anstand 1532 eingestellt werden mussten.
Nach dem Tod von Balthasar Merklin wurde er 1531 dessen Nachfolger als Reichsvizekanzler. In dieser Funktion wurde Held einer der wichtigsten Berater für Kaiser Karl V. Weiterhin blieb er für alle mit der Reformation verknüpften Prozesse vor dem Reichskammergericht verantwortlich.
Entgegenkommen gegenüber den protestantischen Ständen lehnte er ab. Den Schmalkaldischen Bund hielt er für ein potentiell aggressives Bündnis. Im Gegensatz etwa zu seinem späteren Nachfolger Johann von Naves hielt er ein gewaltsames Vorgehen gegen den Protestantismus für notwendig.
Im Jahr 1536 war er mit einer wichtigen Mission bei den deutschen Reichsständen betraut. Dabei wurde ihm vom Kaiser eine sogenannte deutsche und eine französische Instruktion aufgetragen. In der deutschen Instruktion ging es darum, die Stände für Hilfszahlungen gegen die Osmanen und eine mögliche Zweckentfremdung gegen Frankreich zu gewinnen. Außerdem sollte er die Fürsten dazu bewegen, an einem vom Papst ausgerichteten Konzil zur Wiederherstellung der Kircheneinheit teilzunehmen. Es ging ferner um die Auslegung des Nürnberger Anstandes sowie das Vorgehen des Reichskammergerichts in Prozessen mit reformatorischen Hintergründen. In der französischen Instruktion sollte Held bei Ferdinand und bei Kardinal Kles von Trient ausloten, wie das weitere Vorgehen sein sollte, wenn sich der Papst nicht an einem Konzil beteiligen wolle. Ferdinand verlangte von Held, dass dieser beide Aufträge verbinden und einen endgültigen Bruch mit den Protestanten vermeiden sollte.
Held war 1537 beim Bundestag des Schmalkaldischen Bundes anwesend. Dort wies er die Wünsche der Mitglieder derart kompromisslos zurück, dass sich der Schmalkaldische Bund noch enger als zuvor zusammenschloss. Die protestantischen Stände lehnten vor diesem Hintergrund die Teilnahme an einem päpstlichen Konzil ab.
Dieses Ergebnis bestärkte Held in seiner negativen Einschätzung des Bundes und er regte stattdessen die Gründung eines katholischen Bundes an. Nur so, meinte er, könne der Frieden erhalten werden. Ihm gelang es, König Ferdinand für diesen Plan zu gewinnen. Und so wurde am 10. Juni 1538 in Nürnberg die katholische Defensivliga gegründet. Die Beteiligung an diesem war indes vergleichsweise gering.
Eine offizielle kaiserliche Bestätigung erfolgte erst 1539, da Karl mit Rücksicht auf die schwierige außenpolitische Lage die kompromisslose Linie Helds nicht mittrug und eine Ausgleichspolitik verfolgte, die zum Frankfurter Anstand führte und Voraussetzung für die von Held abgelehnten Religionsgespräche war.
Nach dieser Niederlage wurde Held von persönlichen und politischen Gegnern aus dem Amt verdrängt. Sein Nachfolger wurde 1541 Johann von Naves, der für eine Politik des Kompromisses stand.
Held zog sich ins Privatleben zurück und lebte fortan in Köln. Sein im Amt erworbenes Vermögen war so beträchtlich, dass er 1549 die Herrschaft Zähringen erwerben konnte. Er lebte mit der ehemaligen Dienstmagd Magdalena Brandis zusammen, mit der er insgesamt fünf Kinder hatte (u. a. Philipp [+ vor 1581], Margaretha und Andreas). Erst 1583, ein Jahr vor seinem Tod, heiratete er sie. Hofmeister seiner Söhne war Johannes Artopäus.
Matthias von Helds Tochter Margaretha Heltin († 1600) setzte den Kölner Stadtsyndikus Dr. jur. utr. Wilhelm Hackstein († 1623) als Alleinerben ein und vermachte ihr Haus „Im Großen Spiegel“ im Filzengraben den 1578 aus Brielle in Holland und aus Seeland vertriebenen „Armen Klarissen“. Auf dem Heldschen Grundstück entstand 1612/13 die spätgotische St. Lucia-Kapelle, die 1857 niedergelegt und zur Trinitatiskirche umgebaut wurde.